# گگوگ‌یانگ
پادشاه گگوگ‌یانگ (به کره‌ای: 고국양태왕)، (سلطنت:۳۸۴~۳۹۱ میلادی)؛ هجدهمین امپراتور گوگوریو، شمالی‌ترین در میان سه پادشاهی کره، بود. در دوران حکومت او، موازنهٔ قدرت در بین سه پادشاهی کره در نتیجه حمله گوگوریو به بکجه و اتحاد با شیلا شروع به تغییر کرد.
در تابستان سال ۳۸۵ میلادی او با ارتشی متشکل از ۴۰٫۰۰۰ نفر به سلسله یان حمله کرد و لیائودونگ و زوانتو را اشغال کرد. در زمان سلطنت او میان سال‌های ۳۸۶، ۳۸۹، ۳۹۰ میلادی چندین جنگ میان گوگوریو و بکجه شکل گرفت اما گوگوریو همه این جنگ هارا پیروز شد. وی زمانی که کیم شیلسونگ از شیلا به گوگوریو آمد او را پذیرفت و اتحادی با شیلا تشکیل داد، سپس شیلسونگ گروگان گوگوریو شد.او همچنین فرمان سلطنتی برای تشویق بودیسم صادر کرد.مدت‌ها بعد او زیارتگاهی عظیم ساخت و سال بعد آن را گسترش داد.

## خانواده
- پدر: پادشاه گگوگوون
  - پدربزرگ: پادشاه میچون
  - مادربزرگ: ملکه جو
- همسر(ان): ملکه نامشخص
  - شاهزاده دامدوک

## پیش زمینه و رسیدن به پادشاهی
پادشاه گگوگ‌یانگ، پسر شانزدهمین امپراتور گوگوریو، پادشاه گگوگوون، بود که توسط پادشاه بکجه، پادشاه گون‌چوگو، کشته شد. او همچنین برادر هفدهمین امپراتور، پادشاه سوسوریم و پدر نوزدهمین امپراتور، پادشاه گوانگ‌گه‌تو بزرگ بود.
گگوگ‌یانگ، بعد از مرگ پادشاه سوسوریم که فرزندی نداشت به سلطنت رسید.

## حکومت
در دومین سال سلطنت خود، گگوگیانگ ۴۰٫۰۰۰ سرباز را برای حمله به دولت هویان چین در شبه‌جزیره لیائودونگ فرستاد. ارتش گوگوریو یودونگ و هیونتو را تصرف کرد و ۱۰٫۰۰۰ اسیر را گرفت.
درسال ۳۸۶ میلادی، شاهزاده گو دامدوک، پادشاه بعدی گوانگ‌گه‌تو بزرگ، به عنوان وارث تاج و تخت تعیین شد. گفته می‌شود دامدوک از نوجوانی به پدرش در جبهه‌های جنگ خدمت می‌کرد.
گوگوریو درسال ۳۸۶ میلادی به پادشاهی بکجه حمله کرد که در سال‌های ۳۸۹ و ۳۹۰ میلادی حملات را بازگرداند. در بهار سال ۳۹۱ میلادی، گوگوریو با پادشاه نه‌مول پادشاه شیلا، یکی دیگر از سه پادشاهی، معاهده دوستی امضا کرد و برادرزاده نه‌مول، کیم شیلسونگ را به‌عنوان گروگان پذیرفت.

## مرگ و جانشین
او به پذیرش رسمی آیین کنفوسیوس و بودیسم، ساخت یک معبد ملی و تعمیر عبادتگاه اجدادی کمک کرد. به ویژه زیارتگاه اجدادی «ساجیکدان» با ترکیب آیین‌هایی به سبک چینی ساخته شده است، در حالی که گفته می‌شود معابد آب و خاک با هدف تشویق مردم عادی به ایمان مذهبی ساخته شده‌اند.
او در هشتمین سال سلطنت خود در پنجمین ماه قمری سال ۳۹۱ میلادی درگذشت. نام پسامرگ گگوگیانگ به او داده شد.
پس از او پسرش گوانگ‌گه‌تو بزرگ به پادشاهی رسید.

## تصویرسازی مدرن
- توسط «دوکگو یونگجه» درسال ۲۰۰۷ MBC مجموعه تلویزیونی «افسانه» به‌تصویر کشیده شده.
- توسط «کیم جوهوان» در سال ۲۰۱۱ KBS مجموعه تلویزیونی «امپراتور افسانه‌ها» به‌تصویر کشیده شده.
- توسط «سونگ یونگته» در سریال تلویزیونی ۲۰۱۱~۲۰۱۲ KBS1 مجموعه تلویزیونی «گوانگ‌گه‌تو فاتح بزرگ» به‌تصویر کشیده شد.